# Pellenes allegrii
Pellenes allegrii är en spindelart som beskrevs av Lodovico di Caporiacco 1935. Pellenes allegrii ingår i släktet Pellenes och familjen hoppspindlar. Inga underarter finns listade i Catalogue of Life.